# La Grève-sur-Mignon
La Grève-sur-Mignon – miejscowość i gmina we Francji, w regionie Nowa Akwitania, w departamencie Charente-Maritime.
Według danych na rok 1990 gminę zamieszkiwało 317 osób, a gęstość zaludnienia wynosiła 28 osób/km² (wśród 1467 gmin regionu Poitou-Charentes La Grève-sur-Mignon plasuje się na 700. miejscu pod względem liczby ludności, natomiast pod względem powierzchni na miejscu 762.).